# Rádio 9 de Julho
A Rádio 9 de Julho é uma estação de rádio brasileira da cidade de São Paulo pertencente à Arquidiocese de São Paulo, opera nos 1600 kHz com potência de 100 kW e é afiliada a Rede Evangelizar. Seus transmissores estão localizados no bairro de Freguesia do Ó.

## História
Foi criada em 1953 na freqüência 540 kHz em caráter experimental, mas entrou no ar em definitivo em 1956.   A emissora, com suas ondas médias, e principalmente as ondas curtas atinge todo o Brasil e outros lugares da Europa através da atual frequência de 9820 kHz.
Em novembro de 1973, os transmissores da 9 de Julho foram lacrados por decreto do presidente Emílio Garrastazu Médici. 
Com o começo da redemocratização do Brasil em 1985 iniciou-se a tentativa de restabelecer a Rádio 9 de Julho. O então presidente Sarney só poderia oferecer a frequência de 880 kHz em Cotia, com potência de 1 kW, que não alcançava até a capital paulista, motivo pelo qual foi recusada pela Arquidiocese. Em 1990, houve a ampliação da faixa de ondas médias para 1600 e 1700 kHz. No ano de 1993, o bispo Mauro Morelli pediu ao presidente da época Itamar Franco a devolução da Rádio 9 de Julho.
Em 31 de maio de 1995, o deputado Hélio Bicudo entrou com um processo no Ministério das Comunicações reabrindo a ação de 1985.[carece de fontes?]
No dia 9 de julho de 1996, em uma cerimônia que contou com a presença do então governador de São Paulo, Mário Covas e do então ministro das Comunicações, Sérgio Motta, o presidente Fernando Henrique Cardoso anulou o decreto de 1973 e dando a freqüência 1600 kHz à Fundação Metropolitana Paulista.  No ano seguinte, começou o novo projeto da Rádio 9 de Julho.
A emissora entrou no ar no dia 19 de março de 1999 em caráter experimental. Em 23 de outubro de 1999, ela foi reinaugurada em definitivo.